# 블록 경제
블록 경제(Bloc economy)는 국민 경제 몇 개를 지역(블록) 하나로 통합해 타 지역에 봉쇄 적인 무역 정책을 취하는 경제권(經濟圈)이다.
블록 경제라는 용어는 1929년 대공황 이후 경제위기와 국가 간 시장 경쟁이 심화되는 가운데 1932년 오타와에서 열린 영제국 경제회의에서 영국과 그 속령 간에 특혜관세가 설치되면서부터 등장했다. 당시 공황의 여파와 국제 금본위제의 붕괴는 세계 여러 나라를 통화권 별로 분열 시켜 파운드 블록, 달러 블록, 마르크 블록, 프랑 블록, 원 블록 등이 형성되었다. 이들은 각각 열강을 중심으로 경제권을 형성하면서 세계 경제의 분단을 지향하고, 차별관세·구상무역·수입통제·외환관리 등의 정책으로 역내의 자원과 시장에 대한 배타적 지배를 강화했다. 또한 블록 내에서는 국가간 요소이동을 자유화함으로써 지배국의 자본 수출이나 기업 진출을 촉진 시키는 반면, 식민지나 속령의 공업 발전을 억제함으로써 국제 분업 체제를 구축하고 경제적 지배·예속 관계를 고정 시켰다.